# Догандемир, Ханде
Ханде Догандемир (тур. Hande Doğandemir; род. 22 ноября 1985, Анкара, Турция) — турецкая актриса и телеведущая, социолог.

## Биография
Ханде Догандемир окончила Анкарский университет по специальности «социология». На старшем курсе обучения в университете она уехала в город Лилль (Франция) по программе ERASMUS. Ханде говорит на французском и английском языках.
После учёбы, наряду с работой дипломированного социолога, Догандемир начала свою актёрскую карьеру. Она привлекла к себе внимание, снявшись в рекламном ролике компании Browni вместе с турецким актёром Нехат Ислер.
В 2017 году Ханде приняла участие в съёмках последнего сезона сериала «Великолепный Век: Кёсем», сыграв молодую Турхан-султан.

## Личная жизнь
Состояла в длительных отношениях с актёром Оканом Ялабыком. В 2015 году пара рассталась. Вскоре после этого турецкие СМИ заявили о её романе с Энгином Озтюрком, предоставив снимки с их свидания. В 2016—2018 годах встречалась с актёром и сценаристом Мертом Фыратом.